# Csillagszámok

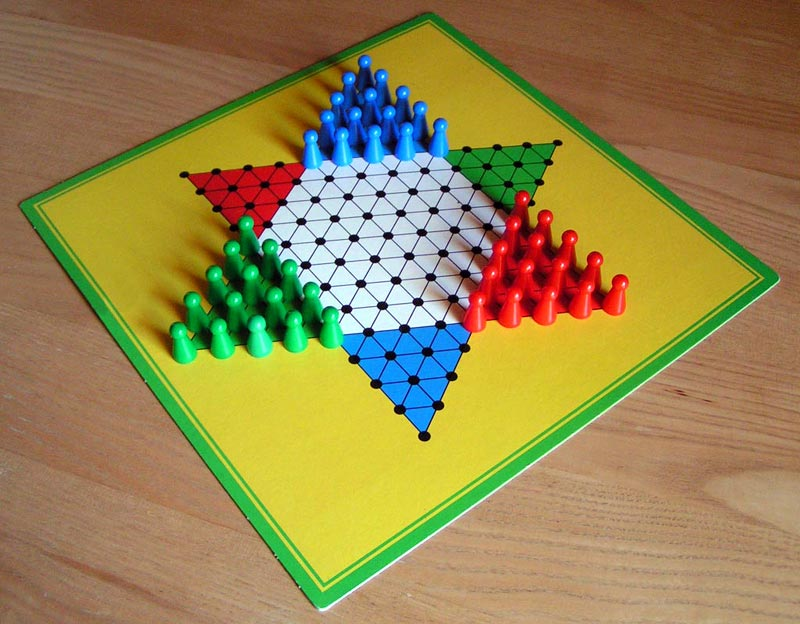
Csillaghalma-játék

A középpontos tizenkétszögszámok vagy csillagszámok a figurális számokon belül a középpontos sokszögszámokhoz tartoznak; olyan alakzatokat jellemeznek, ahol a középpontban egy pont van, és azt tizenkétszög alakú pontrétegek veszik körül. Átrendezhetők továbbá hatágú csillag alakba is, mint amilyen a kínai dámajátékot vagy csillaghalmát játsszák.
A „csillagszámok” kifejezést néha a nyolcszögszámokra is használják.
| 1 |  | 13                                                |  | 37 |
| - |  | ------------------------------------------------- |  | --- |
| * |  | * · * · * · * · * · * · * · * · * · * · * · * · * |  | * · * · * · * · * · * · * · * · * · * · * · * · * · * · * · * · * · * · * · * · * · * · * · * · * · * · * · * · * · * · * · * · * · * · * · * · * |

Az n. csillagszám képlete a következő:
{\displaystyle 6n^{2}-6n+1.}
Így tehát az első néhány középpontos tizenkétszögszám:
1, 13, 37, 73, 121, 181, 253, 337, 433, 541, 661, 793, 937, 1093, 1261, 1441, 1633, 1837, 2053, 2281, 2521, 2773, 3037, 3313, 3601, 3901, 4213, 4537, 4873, 5221, 5581, 5953, 6337, 6733, 7141, 7561, 7993, 8437, 8893, 9361, 9841, 10333, 10837, … (A003154 sorozat az OEIS-ben).

## Kapcsolat más figurális számokkal
Végtelen sok csillagszám egyben háromszögszám is, az elsők közülük a Cs1 = 1 = H1, Cs7 = 253 = H22, Cs91 = 49141 = H313 és Cs1261 = 9533161 = H4366 (A156712 sorozat az OEIS-ben).
Végtelen sok csillagszám egyben négyzetszám is, az elsők közülük a Cs1 = 12, Cs5 = 121 = 112, Cs45 = 11881 = 1092 és Cs441 = 1164241 = 10792 (A054318 sorozat az OEIS-ben).

## Középpontos csillagprímek
A középpontos csillagprímek azok a prímszámok, amelyek csillagszámok.
Az alábbi felsorolás az első néhány ilyen prímet mutatja:
13, 37, 73, 181, 337, 433, 541, 661, 937, 1093, 2053, 2281, 2521, 3037, 3313, 5581, 5953, 6337, 6733, 7561, 7993, 8893, 10333, … (A083577 sorozat az OEIS-ben)